# 阿爾貝特·安東 (施瓦茨堡-魯多爾施塔特)
阿爾貝特·安東（德語：Albert Anton，1641年11月14日—1710年12月15日），施瓦茨堡-魯多爾施塔特伯爵，路德維希·金特一世之子，1662年至1710年在位。

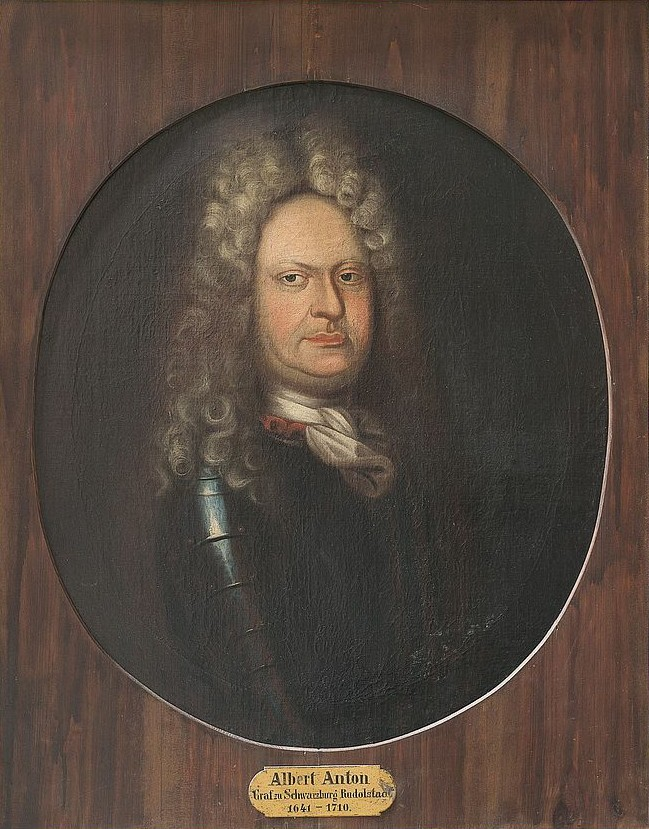
阿爾貝特·安東

## 家庭
1665年，阿爾貝特·安東與表姊艾蜜莉·朱麗安結婚，兩人共有1子1女：
1. 路德維希·腓特烈（1667年—1718年）
2. 阿爾貝蒂娜（1668年—1668年），夭折